# Minaretes de Gazni
Los Minaretes de Gazni son dos torres de minarete selaboradamente decoradas situadas en la ciudad de Gazni, en el centro de Afganistán. Se construyeron a mediados del siglo XII y son los únicos elementos que se conservan de la mezquita de Bahram Shah. Los dos minaretes distan 600 metros entre sí y se encuentran en una llanura abierta, al noreste de la ciudad de Ghazni.
Los minaretes tenían una altura de 44 metros en el siglo XIX, antes de que la mitad superior de ambos se derrumbara en un terremoto en 1902. Actualmente, los minaretes tienen unos 20 metros de altura. Los dos minaretes de Gazni miden 20 metros  de altura y están construidos con ladrillos de barro cocido. La superficie de las torres está bellamente decorada con intrincados motivos geométricos y versículos coránicos en elaborados azulejos de terracota. En la década de 1960, ambas torres se cubrieron con tejados de chapa metálica en un esfuerzo limitado de conservación.
Las ruinas del Palacio del sultán Mas'ud III se encuentran cerca del miranete de Mas'ud III de Gazni.

## Historia
Son los monumentos más famosos de la ciudad y se encuentran entre los últimos vestigios supervivientes del gran Imperio gaznávida. Los dos minaretes se llaman Minarete de Mas'ud III (Manar-i Mas'ud III) y Minarete de Bahram Shah (Manar-i Bahram Shah) en honor al gobernante que los construyó, Mas'ud III (1099-1115 d  C.). 1099-1115 d. C. y Bahram-Shah de Gazni (1118-1157 d. C.). Cerca de las torres se encuentra el palacio excavado de Masud III.

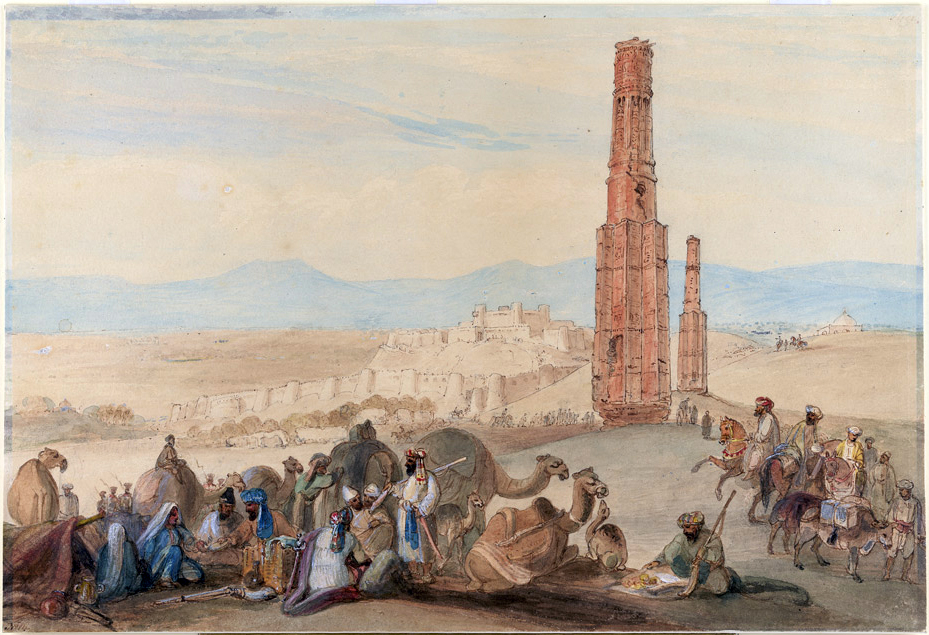
Una pintura de 1839 muestra las secciones cilíndricas superiores de los minaretes antes de su destrucción en el terremoto de 1902.

Eran más altos antes de que las secciones superiores sufrieran daños y se destruyeran con el tiempo. Parte de la parte superior del minarete Mas'ud III quedó destruida en un terremoto en 1902.

## Peligros
Los minaretes no están bien conservados ni protegidos. Ambas torres corren peligro por los elementos naturales y la inestabilidad política de Afganistán. No existen medidas de seguridad básicas para evitar el vandalismo y las torres necesitan nuevos tejados para evitar la infiltración de agua en ellas.
La fachada de las torres contiene intrincados motivos geométricos e inscripciones coránicas que se están deteriorando rápidamente con la exposición a la lluvia y la nieve. Además, se ven afectadas por la carretera cercana y la zona sufre inundaciones periódicas.

## Galería

### Minaree de Mas'ud III
El minarete de Masud III es estilísticamente más complejo y utiliza una mayor variedad de técnicas decorativas, en comparación con el minarete de su hijo Bahram Shah.
- Minarete de Mas'ud III, Gazni, construido entre 1099 y 1115 d. C. Fotografiado por Oscar von Niedermayer, 1916-1917.
- Base del minarete de Mas'ud III, con cubierta protectora (2010).
- Detalle de la intrincada mampostería de la torre de Más'ud III.